# 屏东假蛇尾草
屏东假蛇尾草（学名：Heteropholis cochinchinensis var. chenii）为禾本科假蛇尾草属下的一个变种。

## 扩展阅读
- 維基物種上的相關：屏东假蛇尾草